# (11132) Horne
(11132) Horne (1996 WU) – planetoida z pasa głównego asteroid okrążająca Słońce w ciągu 5,56 lat w średniej odległości 3,14 j.a. Odkryta 17 listopada 1996 roku.